# Сура (поселение в Сирии)
Су́ра (греч. Σούρα) — город, существовавший в древности и раннем средневековье на территории Сирии.
Сура располагалась на правом берегу Евфрата, к северо-северо-востоку от Пальмиры.
Город упомянут Клавдием Птолемеем под координатами 72°40' долг. и 35°40' шир. В «Пейтингеровой карте» Сура присутствует под названием Sure; согласно обозначениям на карте, расстояние от Пальмиры до Суры было равно 105 тыс. шагов.
В период правления императора Диоклетиана Сура стала одним из важных пунктов так называемой Strata Diocletiana — полосы связанных между собой крепостных укреплений на границе Римской империи и сасанидского Ирана.
Позднее (в период правления Юстиниана Великого) в Суре размещался римский военный гарнизон; в частности, из сочинения Прокопия Кесарийского «Война с персами» известно об осаде города армией иранского шахиншаха Хосрова I Ануширвана во время кампании 540 года, закончившейся взятием и сожжением города. При описании той же осады Прокопий упоминает о наличии в городе епископа, что свидетельствует о статусе Суры как центра епархии.
Кроме того, в другом сочинении — «О постройках» — Прокопий характеризует укрепления Суры как очень слабые:
«…Укрепления его пребывали в таком заброшенном и полуразрушенном состоянии, что при нападении Хосрова он оказался не в состоянии сопротивляться даже в течение получаса, но тотчас же сдался персам»
Позже по приказу Юстиниана фортификационные сооружения Суры были отремонтированы и усилены, благодаря чему город и смог оказать Хосрову Ануширвану упорное сопротивление.
В новое время Сура находилась уже в руинированном состоянии.